# Otsuka Yuta
Yuta Otsuka (sinh ngày 3 tháng 9 năm 1981) là một cầu thủ bóng đá người Nhật Bản.

## Sự nghiệp câu lạc bộ
Yuta Otsuka đã từng chơi cho Vissel Kobe.